# Bogujevac (Prokuplje)
Pour les articles homonymes, voir Bogujevac.
Bogujevac (en serbe cyrillique : Богујевац) est un village de Serbie situé dans la municipalité de Prokuplje, district de Toplica. Au recensement de 2011, il comptait 16 habitants.
Bogujevac est également connu sous le nom de Bogojevac.

## Démographie
| 1948 | 1953 | 1961 | 1971 | 1981 | 1991 | 2002 | 2011 |
| ---- | ---- | ---- | ---- | ---- | ---- | ---- | ---- |
| 160  | 190  | 143  | 105  | 36   | 23   | 26   | 16   |

|  |